# Det sublime
Det sublime er en dansk kortfilm fra 1998, der er instrueret af Jonas Elmer efter manuskript af Ola Saltin.

## Handling
For billedkunstneren Jon er der nedtælling til fernisering på hans nye udstilling. Hans emsige gallerist er spændt, og Jon kæmper med sig selv i atelieret foran de hvide lærreder. Når opsprættede dyr i formaldehyd ikke længere er nok, hvordan kan den arme kunstner så overgå sine kollegaer og nå det sublime? En satire over den aktuelle kunstscenes krav om overskridelse og provokation.